# Franco Paturzo
Franco Paturzo (Arezzo, 1960 – Siena, 2013) è stato un organista, compositore e storico italiano.

## Biografia
Nato ad Arezzo nel 1960, dopo aver compiuto gli studi classici, si è diplomato in organo e composizione organistica con Wijnand van de Pol al Conservatorio di Perugia. Contemporaneamente si è laureato in Farmacia all’Università degli Studi di Siena. Si è quindi diplomato in composizione con A. Solbiati e ha studiato direzione d’orchestra con M. Benini. Ha seguito corsi di perfezionamento con Luigi Ferdinando Tagliavini, Stefano Innocenti, Claudia Termini per la letteratura organistica, e con Emil Simon per la direzione d’orchestra. Ha affiancato all’attività di organista, che lo ha portato a tenere numerosi concerti in Italia e all’estero (Germania, Cecoslovacchia, Ungheria, Romania, Stati Uniti), quella di direttore d’orchestra. In questa veste ha diretto regolarmente musica sinfonica: in particolare ha diretto l’Orchestra di Stato della Bulgaria (1998) e l’Orchestra Sinfonica di Stato della Romania, sia in Italia che all’estero (Düsseldorf, 1995). 
Appassionato cultore di storia, archeologia ed etruscologia si è interessato soprattutto di Arezzo e del suo territorio, dedicando particolare attenzione alla città antica, alla ceramica aretina di età romana, alla topografia antica e medioevale. 
È stato presidente degli Amici della Monumenti di Arezzo, membro dell'Accademia Petrarca di Arezzo e di altre istituzioni culturali.

## Principali pubblicazioni
- 1994 - Un archeologo dimenticato: G. F. Gamurrini, Calosci
- 1996 - 1996 Arretina vasa. La ceramica da mensa in età romana, Calosci
- 1996 - Organi ed organari a Monte S. Savino, in collaborazione con R. Giorgetti, Firenze
- 1997 - Arezzo antica, Calosci
- 1998 - Monte San Savino per immagini, in collaborazione con L. Cungi, Cortona
- 1997 - La millenaria Pieve dei SS. Egidio e Savino, Cortona
- 1999 - Mecenate. Il ministro di Augusto. Politica, filosofia, letteratura nel periodo augusteo, Calosci
- 2002 - Arezzo medievale dalla fine del mondo antico al 1384, Calosci
- 2005 - Etruschi. L'enigma delle origini, Letizia
- 2006 - La fortezza di Arezzo e il colle di S. Donato dalle origini ad oggi, Letizia
- 2011 - Il Duomo di Arezzo. Settecento anni di storia, fede e arte. Letizia
- 2012 - Pievi aretine. La millenaria storia di un territorio. Con il coautore Brunacci Gianni. - Letizia